# Overseal
Overseal est une paroisse civile et un village du Derbyshire, en Angleterre.